# El Marsa (Alger)
El Marsa (în arabă المرسى) este o comună din provincia Alger, Algeria.
Populația comunei este de 12.100 locuitori (2008).